# Điểm Fermat

Hai điểm Fermat của tam giác ABC được ký hiệu là X(13) và X(14)

Trong hình học phẳng, điểm Fermat của một tam giác, cũng được gọi là điểm Torricelli hoặc điểm Fermat-Torricelli, là một điểm sao cho tổng khoảng cách từ điểm đó đến các đỉnh của tam giác là bé nhất. Vấn đề này đặt ra bởi Fermat trong một lá thư gửi Evangelista Torricelli, và Evangelista Torricelli đã đưa ra giải pháp. Có hai điểm Fermat gọi là điểm Fermat trong và ngoài của tam giác, trong bách khoa toàn thư về các tâm của tam giác lần lượt được ký hiệu là {\displaystyle X_{13}} và {\displaystyle X_{14}}.
 Điểm Fermat đưa ra một giải pháp để giải quyết vấn đề cây Steiner cho ba điểm.

## Dựng điểm Fermat
- Cách 1: Dựng ra phía ngoài (hoặc vào phía trong) tam giác {\displaystyle ABC} các tam giác đều {\displaystyle BCA_{1},CAB_{1},ABC_{1}} khi đó {\displaystyle AA_{1},BB_{1},CC_{1}} đồng quy tại điểm Fermat trong (hoặc ngoài) của tam giác {\displaystyle ABC}.
- Cách 2 Dựng ra phía ngoài (hoặc vào phía trong) tam giác {\displaystyle ABC} các tam giác đều {\displaystyle BCA_{1},CAB_{1},ABC_{1}} khi đó các đường tròn {\displaystyle (BCA_{1}),(CAB_{1}),(ABC_{1})} đồng quy tại điểm Fermat trong (hoặc ngoài) của tam giác {\displaystyle ABC}.

## Tính chất
Điểm Fermat có nhiều tính chất đặc biệt:
- Tổng khoảng cách từ các điểm Fermat đến ba đỉnh của một tam giác có 3 góc không quá {\displaystyle 120^{o}} là nhỏ nhất.
- Định lý Lester hai điểm Fermat, tâm đường tròn chín điểm, tâm đường tròn ngoại tiếp nằm trên một đường tròn.
- Điểm Fermat là điểm liên hợp đẳng giác của điểm Isodynamic.
- Hai điểm Fermat nằm trên đường cong Neuberg.
- Trung điểm hai điểm Fermat nằm trên Đường tròn chín điểm. Thực ra điều này đúng với hai điểm liên hợp antigonal.
- Hai điểm Fermat, Điểm Lemoine thẳng hàng.
- Hai điểm Fermat nằm trên đường tròn Đào-Moses-Telv [3]
- Các điểm Fermat nằm trên cặp đường tròn Pohoata-Đào-Moses [4][5]
- Hai điểm Fermat nghịch đảo nhau qua đường tròn đường kính trực tâm trọng tâm.[6].